# Handel algorytmiczny
Handel algorytmiczny (ang. algorithmic trading) – nabywanie lub zbywanie instrumentów finansowych przy pomocy algorytmu komputerowego automatycznie ustalającego indywidualne parametry zleceń nabycia lub zbycia tych instrumentów, w tym moment złożenia zlecenia, termin jego ważności, cenę lub liczbę instrumentów będących przedmiotem zlecenia lub sposób zarządzania zleceniem po jego złożeniu, przy czym następuje to bez udziału człowieka lub przy ograniczonym udziale człowieka.